# Caroline Crawford
Caroline Crawford, auch Carolyn Crawford (* 19. Juli 1949 in Detroit, Michigan) ist eine US-amerikanische Sängerin und Schauspielerin.

## Biografie
Crawford gewann 1963 im Alter von 14 Jahren einen Talentwettbewerb des Detroiter Radiosenders WCHB, dessen Preis ein Plattenvertrag bei Motown war. Als erste Single erschien im Oktober 1963 das von Berry Gordys Bruder Robert Gordy geschriebene Stück Forget About Me. Die B-Seite, Devil In His Heart, war eine Eigenkomposition Crawfords.
Dem folgte im August 1964 My Smile Is Just a Frown (Turned Upside Down), geschrieben von Smokey Robinson, Janie Bradford und William „Mickey“ Stevenson. Diese Single erreichte Platz 39 der US-R&B-Charts. Die B-Seite, I'll Come Running, war erneut ein selbstkomponiertes Stück. When Someone's Good to You, geschrieben von Berry Gordy, war im November 1964 ihre letzte Motown-Single. Alle drei Singles waren unter dem Namen Carolyn Crawford veröffentlicht worden.
Nach seiner Trennung von Motown stellte William „Mickey“ Stevenson zu Beginn der 1970er Jahre die Girlgroup Hodges, James, Smith and Crawford zusammen. Mit Crawford als Mitglied veröffentlichte die Gruppe zwei Singles bei Mpingo, einem Tochterlabel von King Records: Nobody (1971) und Let's Pick Up the Pieces (1972). Danach stieg Crawford aus und die Gruppe machte als Trio weiter. Sie wurde Mitglied der Detroiter Soul-Gruppe Chapter 8, stieg aber 1976 aus und wurde von Anita Baker ersetzt.
1974 und 1975 nahm sie mehrere von Gamble und Huff produzierte Singles bei dem Laben Philadelphia International Records auf.
In den späten 1970er und frühen 1980er Jahren sang sie auf mehreren Singles und Alben von Hamilton Bohannon, darunter sein US-R&B-Hit Let's Start the Dance (# 9, 1978). Gleichzeitig hatte sie einen Solo-Vertrag bei Mercury Records (fortan mit der Schreibweise Caroline Crawford), wo die beiden LPs My Name Is Caroline (1978) und Nice and Soulful (1979) erschienen, die beide von Bohannon produziert wurden. Die Single Coming On Strong schaffte es Anfang 1979 auf Platz 66 der US-R&B-Charts.
1990 erschien bei Ian Levines Plattenfirma Motorcity Records, auf dem er ehemalige Motown-Stars produzierte, das dritte Album Heartaches.
Crawford ist auch gelegentlich als Schauspielerin tätig. 2007 spielte sie die Rolle der Ernestine Harrison in Joby Stephens` Kurzfilm Skin Deep. Im Jahr 2009 synchronisierte Crawford die Rolle der Miss Lovat in Henry Selicks Animationsfilm Coraline. Im gleichen Jahr war sie in der Folge The Beantown Bailout Job der US-Serie Leverage zu sehen.
Im Jahr 2011 wurde ihre Version von My Smile Is Just a Frown (Turned Upside Down) in Carol Morleys Dokumentarfilm Dreams of a Life verwendet.
Mehrere von Crawfords bis dahin unveröffentlichten Motown-Aufnahmen wurden auf späteren Compilations wie A Cellarful of Motown! (2002), The Complete Motown Singles Volume 3: 1963 (2005) oder Finders Keepers: Motown Girls 1961–1967 (2013) veröffentlicht.

## Diskografie

### Studioalben
- 1978: My Name Is Caroline (Mercury SRM-1-3742)
- 1979: Nice and Soulful (Mercury SRM-1-3792)
- 1990: Heartaches (Motorcity Records MOTCLP 42)
- 2006: Hypnotized Soul (Motorcity OMP)

### Singles
- 1963: "Forget About Me" / "Devil In His Heart" (Motown 1050)
- 1964: "My Smile Is Just a Frown (Turned Upside Down)" / "I'll Come Running" (Motown 1064)
- 1964: "When Someone's Good to You" / "My Heart" (Motown 1070)
- 1974: "Just Got to Be More Careful" / "Saving All The Love I Got For You" (Philadelphia International Records ZS8 3553)
- 1975: "Good and Plenty" / "If You Move, You Lose" (Philadelphia International Records ZS8 3580)
- 1975: "It Takes Two to Make One" / "No Matter How Bad Things Are, I Still Love You" (Philadelphia International Records ZS8 3570)
- 1978: "Coming On Strong" / "A Nice Feeling" (Mercury 74036)
- 1978: "Tell Me You'll Wait" / "Caroline Breakdown" (Mercury 74054)
- 1979: "I'll Be Here For You" / "The Strut" (Mercury 76013)
- 1979: "Can't Hold Me Back" / "Love Me Or Leave Me Alone" (Mercury 6173 013)
- 1981: "Foot Stompin' In the Summertime" / "Foot Stompin' In the Summertime (Instrumental)" (Phase II Records Ltd. WS8 02145)
- 1989: "Timeless" / "Timeless (Motor-Town Dub Mix" (Motorcity Records MOTC 9)